# Spiniphryne duhameli
Spiniphryne duhameli är en fiskart som beskrevs av Pietsch och Baldwin 2006. Spiniphryne duhameli ingår i släktet Spiniphryne och familjen Oneirodidae. Inga underarter finns listade i Catalogue of Life.